# Neocrinus
Neocrinus Thomson, 1864 è un genere di echinodermi crinoidi della famiglia Isocrinidae.

## Biologia
Sono organismi bentonici che vivono stabilmente ancorati al fondale marino, dove formano talora vere e proprie “praterie”.
Se minacciati, possono troncare il peduncolo e riacquistare temporaneamente mobilità, utilizzando le braccia come propulsori.

## Distribuzione e habitat
L'areale di entrambe le specie del genere è ristretto alle acque tropicali dell'oceano Atlantico occidentale (Golfo del Messico e Caraibi).

## Tassonomia
Il genere comprende le seguenti specie:
- Neocrinus blakei (Carpenter, 1884)
- Neocrinus decorus (Thomson, 1864)